# Stentagel
Stentagel (Pseudephebe pubescens) är en lavart som först beskrevs av L., och fick sitt nu gällande namn av M. Choisy. Stentagel ingår i släktet Pseudephebe och familjen Parmeliaceae.  Arten är reproducerande i Sverige. Inga underarter finns listade i Catalogue of Life.